# María Gertrudis Hore
María Gertrudis Hore y Ley (Cádiz, 5 de diciembre de 1742 - ibídem, 9 de agosto de 1801) fue una poeta española.

## Biografía
Nació en la cosmopolita y libertina Cádiz, donde se hallaban establecidos sus padres Miguel Hore y María Ley, ambos irlandeses ricos dedicados al comercio. Pronto quedó huérfana de padre y su madre se volvió a casar; continuamente a lo largo de su vida discutirá con su madre por motivo de heredades. Era tan bella, que sus conciudadanos, los gaditanos de la segunda mitad del siglo XVIII, la designaban con el apodo de "Hija del Sol". Fue visitante asidua de las tertulias de Madrid y Cádiz, según Cambiaso y Verdes en sus Memorias. Es verdad que visitó Madrid en varias ocasiones a lo largo de la década de los setenta y que frecuentó la tertulia gaditana del científico Jorge Juan. Se hallan sus poemas en el Correo de Madrid y Semanario de Cartagena (1787); luego, 1795 y 1796, en el Diario de Madrid. Entre los títulos más relevantes de su obra se cuentan Aviso a una joven que va a salir al mundo, Deprecación... a su Purísima Madre María Santísima y Traducción del Hymno Stabat Mater.
El 15 de agosto de 1762 contrajo matrimonio en Cádiz con Esteban Fleming, del Puerto de Santa María, y tuvo un hijo del que poco se sabe. Según Cecilia Böhl de Faber en su relato La hija del Sol, al poco de casada, y durante un viaje de su marido a La Habana, María Gertrudis tuvo amores con un brigadier de guardias marinas, el cual la visitaba valiéndose de la complicidad de una sirvienta negra. Una noche, y ya en el jardín de su casa en San Fernando, el brigadier fue apuñalado por dos desconocidos; la dama y la sirvienta sacan el cadáver de la casa y limpian la sangre. Pero, al día siguiente, María Gertrudis ve a su amante desfilar al frente de sus marinos; cree volverse loca, y por loca la tienen las gentes a quienes clama el horrendo suceso de la víspera. Entonces la "Hija del Sol" apela a la misericordia divina: escribe a su marido, confesando su culpa y suplicándole le permita retirarse a un convento. Por este motivo u otro desconocido, lo cierto es que el 1 de junio de 1778 Esteban Fleming otorgó licencia para que su esposa tomara el hábito de religiosa Concepcionista Calzada en Cádiz.
En enero de 1779, el obispo de Cádiz decreta que se coteje la letra de aquella licencia, por hallarse ausente el firmante, en América. Cumplióse el trámite, siguió la autorización episcopal, y el 11 de febrero de ese año se celebraba en el convento de Santa María de Cádiz la exploración previa; el 13 del mismo, un año más tarde, se procedía la exploración para la profesión, que se realizó el día siguiente. En el convento, María Gertrudis siguió cultivando la poesía, a la que se había mostrado muy aficionada en el mundo, y varias de sus composiciones aparecieron en el Diario de Madrid firmadas con las iniciales de su brillante apodo: H. D. S. (Hija del Sol). Falleció en el convento de Santa María de Cádiz el 9 de agosto de 1801 a causa de una epidemia de fiebre amarilla.

## Análisis de su obra
Su producción poética debió ser abundante aunque quedó reducida por su decisión de entregar parte al fuego. Así solo se conservan dos manuscritos en la Biblioteca Nacional. Se puede dividir esta producción en poesía sentimental y religiosa, la primera describe el esplendor de su relación amorosa, formado por anacreónticas y odas cuyo tema central es el amor, escrito libremente ya que no pensaba publicar. 
Mi tierno amor a tu lealtad confío
Y solo en ti reposa mi cuidado
Rigores abandona el pecho mío,
Todo a tu dulce afecto dedicado.
En tu poder entrego mi albedrío, 
Ostento el mando que mi fe te ha dado,
Mis caprichos se rinden a tu ruego,
Ya en mí no hay voluntad, pues te la entrego.
Trata los tópicos del género: amor sensual, los pajariillos, bailes, lugares amenos... Es un lenguaje vital y usa los recursos formales propios: adjetivación, diminutivos, mitología, versos breves. También escribió otras composiciones de tono más serio. Sin embargo, su producción cambia al entrar en el convento. No tanto en la forma como en el fondo. El amor se convierte en desengaño y los poemas se llenan de reflexión, soledad y amor a Dios. Los símbolos de la poesía anacreóntica se utilizan con nuevos significados.
Tradujo y glosó el Stabat Mater, siendo la obra más reconocida de sus composiciones religiosas. Ella imitó el poema original atribuido a Jacopone de Todi y le imitó en estilo y métrica. Exaltando el dolor y la pasión respaldó la noción de cultura "femenina" centrándose más en la Virgen María. En cierto modo desafió el poder masculino como hizo en su momento la fundadora de su orden.
Gertrudis Hore fue la única poeta recordada por José Manuel Quintana y la única citada por la crítica franciscana como digna de representar la literatura espiritual de ese siglo. Era una mujer ilustrada que había recibido una esmerada educación. Es original no por el uso de la forma empleada sino por los contenidos, innovación que rompía con los moldes establecidos. Así en el poema El nido mezcla un poema de forma anacreóntica, que muestra una alegría técnica propia de poemas que cantan el Amor, la Amistad y el Vino, con el fondo de tono triste, la muerte de unos polluelos. El tema de la Muerte es recurrente en su obra. Hore es representativa del cambio de generación del llamado Siglo de la razón al Siglo del sentimiento, preámbulo del Romanticismo. Para Virginia Trueba "Sus poemas hablan del amor, la soledad, la maternidad, la desdicha, siempre a través de una voz femenina que se sabe diferente y que probablemente tuvo mucho de autobiográfica"

## Obra
- Una poetisa en busca de libertad María Gertrudis Hore y Ley (1742-1801). (Miscelánea y taraceas de versos, prosas y traducciones), introducción de Frédérique Morand, prólogo de Françoise Etienvre, catedrática emérita de la Sorbona-Nueva (París III); Cádiz: Servicio de Publicaciones de la Diputación de Cádiz, 2007.